# Ukupne otopljene tvari
Ukupne otopljene tvari ili TDS (engl. Total Dissolved Solids) su u vodi otopljene anorganske soli. Mjerna jedinica je miligram na litru (mg/l). Glavninu soli čine kationi kalcija, magnezija, natrija i kalija, te anioni karbonata, hidrogenkarbonata, klorida, sulfata i nitrata. Otopljene tvari uvodi mogu utjecati na njen okus. Na temelju izmjerenih vrijednosti ocjenjuje se ukusnost vode za piće.
| Ukusnost vode  | Ukupne otopljene tvari ili TDS (mg/l) |
| -------------- | ------------------------------------- |
| Odlična        | < 300                                 |
| Dobra          | 300 – 600                             |
| Dovoljna       | 600 – 900                             |
| Loša           | 900 – 1200                            |
| Neprihvatljiva | > 1200                                |

Ukupne otopljene tvari u vodi potječu kako od prirodnih izvora tako i od onećišćenja. Na vrijednost Ukupno otopljenih tvari mogu utjecati i miješanje morske vode sa slatkom (bočata voda), a i soli upotrebljene za odleđivanje cesta. Neki sastojci Ukupno otopljenih tvari, kao što su kloridi, sulfati, magnezij, kalcij i karbonati utječu na koroziju ili na stvaranje nakupina na vododistribucijskim sustavima (kamenac). Visoke razine TDS (> 500 mg/l) dovode do pojačanog oblaganja u vodovodnim cijevima, kotlovima, grijačima vode i ostalim kućnim pomagalima, kao što su kotlići i glačala na paru, te u industrijskim postrojenjima i uređajima. Takvo taloženje može dovesti do skraćenja životnog vijeka gore navedenih uređaja i značajne gubitke energije.
Voda s izuzeto niskim koncentracijama Ukupno otopljenih tvari može biti također neprihvatljiva, zbog svog neukusnog, bljutavog okusa. Utvrđeno je, da koncentracija TDS u zalihama voda koja potječe iz prirodnih izvora, može se mijenjati od 30 mg/l do gotovo 6000 mg/l, što ovisi o topljivosti minerala u različitim geološkim razdobljima.

## Mjerenje ukupno otopljenih tvari
Obično su dva načina da se mjere Ukupno otopljene tvari (TDS): električna vodljivost vode i gravimetrija. Gravimetrija je puno točnija metoda i češće korištena. 

### Gravimetrijska analiza
Gravimetrijska analiza se osniva na izdvajanju pojedinih sastojaka iz ispitivanog uzorka u obliku teško topivog kemijskog spoja točno poznatog kemijskog sastava. Iz mase izlučenog kemijskog spoja ili elementa, kojeg kemijski sastav znamo, izračuna se količina ispitivane tvari. 
Glavne skupine gravimetrijskih određivanja su:
- Taloženje;
- Procjeđivanje (filtriranje) i ispiranje taloga;
- Vaganje;
- Izračunavanje mase nepoznatog spoja.

Najjednostavniji slučaj gravimetrijskog određivanja nekog kemijskog spoja je kad samo taj spoj ili njegov sastojak taloži iz otopine pogodnim reagensom, dok ostali sastojci ostaju u njoj. Ako ne postoji posebni reagens, potrebno je odijeliti bilo dotični sastojak bilo ostale sastojke koji mu smetaju. Postupci odjeljivanja uglavnom se osnivaju na: taloženju, stvaranju složenih iona, izdvajanju (ekstrakciji), hlapljivosti, elektrolizi.

### Električna vodljivost
Električna vodljivost vode je sposobnost vode da provodi električnu energiju. Ta sposobnost ovisi o
prisutnosti iona, o njihovoj ukupnoj koncentraciji, o pokretljivosti i valenciji iona i o temperaturi mjerenja. Otopine većine anorganskih spojeva relativno su dobri vodići. Nasuprot tome molekule organskih spojeva, koje se ne razlažu u vodenoj otopini, električnu struju provode vrlo slabo (ako je uopće provode).
Jedinica mjere elektrovodljivosti je mikrosimens po centimetru (mS/cm), što je obrnuta vrijednost jedinici električnog otpora, mikroomu po centimetru, tj.: 1 S/cm = 1/(1 om/cm). Izmjerenom vrijednošću električne vodljivosti možemo procijeniti stupanj mineralizacije vode i tako ocijeniti o kojoj je vrsti vode riječ.
| Vrsta vode                              | Električna vodljivost (mS/cm) |
| --------------------------------------- | ----------------------------- |
| Jako čista voda (demineralizirana voda) | < 0,05                        |
| Pitka voda                              | < 1 000                       |
| Mineralna voda                          | 1 000 – 3 000                 |
| Bočata voda                             | > 1 000                       |
| Morska voda                             | > 50 000                      |

## Ukupne otopljene tvari u vodi i zdravlje
U ranijim studijima i istraživanjima koja su se provodila, primijećeno je, da povećana koncentracija TDS u vodi za piće povećava oboljenja od raka, koronarnog oboljenja srca, arterioskleroze i kardiovaskularnih poremećaja. Ukupna stopa smrtnosti također je povećana u odnosu s razinom koncentracije TDS u vodi za piće. U sažetku studije koja je provedena u Australiji navedeno je, da je smrtnost kod svih kategorija srčanih oboljenja povećana u zajednicama s visokim razinama topljivih krutih čestica, kalcija, magnezija, sulfata, klorida, fluorida, alkaličnosti, ukupne tvrdoće i pH vrijednosti, kada se usporede s onim vodama, gdje je razina bila niska. Pri tome se u odnosu na smrtnost od kardiovaskularnih bolesti nisu uzimali u obzir drugi moguci čimbenici, koji bi mogli dovesti do zabune.
Rezultati ograničene epidemiološke studije u bivšem Sovjetskom Savezu pokazuju, da je prosječan broj slučajeva upale žučne vrećice i žučnog kamenca tijekom petogodišnjeg perioda rastao s prosječnom razinom suhog ostatka u podzemnim vodama. Mora se ipak navesti, da se broj slučajeva mijenja od godine do godine u jednom području, kao što se mijenjala razina suhog ostatka u svakom području, no nisu poduzeti nikakvi koraci, da se svi ovi čimbenici međusobno uzmu u obzir.